# Regiunea Boké
Regiunea Boké este una dintre cele 8 unități administrativ-teritoriale de gradul I ale Guineei. Reședința sa este orașul Boké. Cuprinde prefecturile: Boffa, Boké, Fria, Gaoual, Koundara.